# Municipio de Midway (condado de Cottonwood)
El municipio de Midway (en inglés: Midway Township) es un municipio ubicado en el condado de Cottonwood en el estado estadounidense de Minnesota. En el año 2010 tenía una población de 219 habitantes y una densidad poblacional de 2,45 personas por km².

## Geografía
El municipio de Midway se encuentra ubicado en las coordenadas 43°59′5″N 94°54′31″O / 43.98472, -94.90861. Según la Oficina del Censo de los Estados Unidos, el municipio tiene una superficie total de 89.21 km², de la cual 88,3 km² corresponden a tierra firme y (1,02 %) 0,91 km² es agua.

## Demografía
Según el censo de 2010, había 219 personas residiendo en el municipio de Midway. La densidad de población era de 2,45 hab./km². De los 219 habitantes, el municipio de Midway estaba compuesto por el 91,78 % blancos, el 0,46 % eran afroamericanos, el 0,46 % eran amerindios, el 4,11 % eran asiáticos, el 0,46 % eran de otras razas y el 2,74 % eran de una mezcla de razas. Del total de la población el 2,28 % eran hispanos o latinos de cualquier raza.